# Аватові

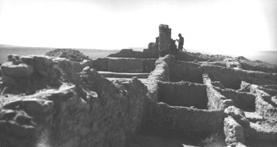
Вид на руїни, фото 1937 року

Руїни Аватові (Оватові, Оуатові), англ. Awatovi Ruins — національна історична пам'ятка (National Historic Landmark) в окрузі Навахо на території резервації племені хопі в штаті Аризона, США з 1964 року. Тут лежать руїни поселення-пуебло, а також іспанської католицької місії, спорудженої в XVII столітті.

## Історія
Поселення Аватові належить до перших поселень індіанців пуебло, які відвідали й завоювали іспанські колонізатори. На початку 1500-х років Аватові було одним з найбільших і найважливіших поселень. Першим з європейців 1540 року його відвідав Педро де Товар, якого Франсиско Васкес де Коронадо направив на землі хопі через тиждень після захоплення поселення Гавіку. Відбулася невелика сутичка, однак хопі швидко погодилися на мир і піднесли іспанцям подарунки — тканини, шкіру, бірюзу і кукурудзу. Після цього п'ять навколишніх поселень хопі також заявили про вірність королю Іспанії.
Після цієї події іспанці не з'являлися на землях хопі до 1583 року, коли експедиція Антоніо де Еспехо провела кілька днів у поселенні хопі, перш ніж повернути на південний захід до долини Зеленої річки. 1598 року Хуан де Оньяте виявив, що хопі готові були принести формальну присягу іспанській короні. Оньяте знову відвідав пуебло 1605 року, а капітан Геронімо Маркес (Gerónimo Marquez) — 1614 року. Проте аж до 1629 року іспанці не робили спроб заснувати тут християнську місію.
З моменту заснування місії і до повстання пуебло 1680 році під проводом Попе жителі Аватові рідко контактували з іспанською військовою владою і зовсім не контактували з іспанськими поселенцями. Хопі побоювалися репресій за участь у повстанні, проте репресій не було. Коли Дієго де Варгас прибув 1692 році, хопі знову присягнули на вірність Іспанії, і той відбув без інцидентів.
В кінці 1700 року, через вкрай вороже ставлення більшості хопі до своїх одноплемінників, які обернулися в християнство, Аватові зруйнували. Нападники вбили всіх чоловіків, а жінок і дітей розселили по інших містечках. Після цього Аватові занедбано.

## Вивчення
Великі археологічні розкопки в Аватові провів у 1930-ті роки Джон Отіс Брю з Музею Пібоді. Численні знахідки Брю зберігаються в Музеї Пібоді. Майже все, що він розкопав, пізніше знову засипано.
Тоді ж, у 1930-ті роки, художник із племені хопі Фред Кеботі одержав від того ж музею доручення змалювати історичні руїни під час розкопок.